# MBC 라이프
MBC 라이프(MBC Life)는 대한민국의 MBC 플러스 미디어가 운영했던 교양 정보 전문 채널이었다.

## 개요
2001년 HEN으로 개국하였다. 2005년 10월 10일 앨리스TV로 채널명 변경되었다. 2009년 7월 26일에 MBC 플러스 미디어가 인수하면서 , 그해 10월 5일 교양 및 정보 전문 채널로 전환하고, 채널 명칭을 MBC 라이프로 변경하였다.
.
2010년에 HD 방송을 시작했으며, 2013년 1월 1일 여성전문 채널인 MBC 퀸으로 재개국하였다. 주로 자체 제작한 프로그램과 문화방송 및 한국교육방송공사에서 방송된 다큐멘터리 및 교양프로그램 등을 편성하였고, 2011년에는 드라마 위주의 편성을 하면서도 KBO 리그 시즌에는 프로야구 중계도 하였다.

## 방영 프로그램

### 자체 제작
- 인사이드 라이프
- 휴먼다큐 인
- 최삼규의 와일드 월드
- 한국의 전통주
- 인생풍경 휴
- 장터사람들
- 인문기행 중국
- 윤영무 기자의 자전거로 여는 세상
- 시선다큐 소나기
- 행복의 지도
- 서바이벌 천재적인 생활
- 정지영의 문화이야기
- MBC 라이프 문화특강
- 2011 프로야구
- 히스토리 후
- 수요예술무대

## 같이 보기
- MBC 퀸
- MBC 플러스 미디어